# 文革时期中国农村的集体杀戮
《文革时期中国农村的集体杀戮》（英文名：Collective Killings in Rural China during the Cultural Revolution），是一本有关中国“文化大革命”期间农村地区集体杀戮现象的学术著作，由美国加州大学尔湾分校苏阳教授著。该著作英文版于2011年由英国剑桥大学出版社出版（网络版2012年），中文翻译版（宋熙译）于2017年由香港中文大学出版社出版。2012年，此书获美国社会学协会颁发的“巴林顿·摩尔图书奖（Barrington Moore Book Award）”。

## 简介
作者查阅了一千五百多部中国大陆的县志，首次透過地方檔案、政府公開材料以及南方兩省（广西大屠杀、广东大屠杀）倖存者的訪談資料，系統地記錄和分析了文革期间中國農村地区大範圍存在的以公開處決、鄉鄰互相殘殺等形式的集體殺戮行为。在此基础上，作者提出了所谓“社区模型（community model）”来解释集体杀戮行为，该模型挑战了主流种族灭绝研究中所采用的“国家政策模型（state policy model）”。

## 书评
- 香港大學教授馮客：這是一本了不起的書，我們期待已久。它超越了已被廣泛探討的北京紅衛兵研究，選擇直面文革時期中國農村中集體屠殺的恐怖真相。在這部範本式的嚴謹著作中，蘇陽將「文化大革命」納入了它本該屬於的領域：種族滅絕研究。在這場堪比盧旺達大屠殺的集體殺戮中，村民與村民反目，成千上萬的人互相殘殺。[5]
- 芝加哥大學、浙江大学教授趙鼎新：在理論層面，本書首次嘗試揭示這樣一個過程：現代的種族滅絕不只被充斥著意識形態的民族國家所形塑，在國家的計劃之外，地方行動者和結構性力量也影響著這個進程。而在經驗層面，這本書再次提醒了我們，中國的文化大革命是現代世界最大的悲劇之一。它也將我們的注意力從城市中活躍的文革運動，轉移到不為人所熟知的鄉村故事。無論在文革研究、中國共產主義政權的政治研究、種族滅絕研究還是社會運動研究等領域，這本書都將是我們書架上的一部傑作。[5]
- 约翰·霍普金斯大学教授乔尔·安德烈亚斯：... 苏阳进行了严肃的学术调查。尽管他对毛时代深刻反感（此书中没有一句话表明文革有任何有价值的东西），他真正关心的是理解文革期间杀戮风潮的复杂起因，而他也利用社会学中的理论及方法论工具，拼凑出了一个复杂且富有见地的解释。[2]
- 文革史学家宋永毅：对于文革中“非正常死亡”课题的探索，此书标志着界碑性的突破。... 在文革结束后的近半个世纪来，对死亡人数的研究已经从“估计”上升到“分析”的研究层面。因为中共至今严密封锁他们“内部调查”的档案，使得这一研究离开严肃的学术规范仍有一定的距离，尤其是缺乏统计学数字的实证支持。苏扬的专著突破了这一藩篱。[7]
- 作家余杰：苏阳的研究探讨了文革期间各类人等——授权者、杀人者、旁观者——以不同方式参集体杀戮背后的深层逻辑，无论在揭示史实还是建构理论方面，都有突出的贡献，因而荣穫美国社会学会年度最佳着作奖。... 究竟哪个级别的官员最热衷于集体杀戮？苏阳认为，主导集体杀戮的官员大都是层级很低的基层干部，不足以说明集体杀戮是国家政策；而宋永毅发现，大屠杀的黑幕绝不仅止于区县一级的执政者。... 宋永毅的观点比苏阳的观点更让人信服。[6]
- 美国社会学协会2012年“巴林顿·摩尔图书奖（Barrington Moore Book Award）”评语称：這本書在各個方面都非常出色。首先，蘇陽巨大的貢獻在於收集了極其大量的原始資料，包括地方報紙、政府公開檔案、訪談等。書中記錄的歷史事件不僅外國人不熟悉，大部分的中國人也未必瞭解。但這並不只是一本揭露真相的歷史學研究，它以重要的社會學角度介入了一個長期被壟斷的研究領域，該領域充斥著對個體心理的解讀、將暴民行為簡單化的理論和特殊化具體歷史契機的論述。同時，這本書證明了僅僅是政策動員並不能導致集體行為—突發事件、環境因素、社會崩潰等都是相同重要的因素。因此，本書對政治社會學和社會運動研究都有非常重要的影響。[5]